# Velho Logan
Velho Logan (no original em inglês: Old Man Logan) é um arco de história em quadrinhos do personagem Wolverine, publicado pela Marvel Comics. Escrito por Mark Millar e ilustrado por Steve McNiven, foi lançado em junho de 2008, sendo publicado em Wolverine #66-72 e terminado em Wolverine Giant-Size Old Man Logan, de setembro de 2009. É definido como um universo alternativo designado como Terra-807128.
Um novo volume de Velho Logan estreou em 2015 durante o evento Guerras Secretas, escrito por Brian Michael Bendis com a arte de Andrea Sorrentino. Esta história é retomada em uma série contínua com o mesmo nome a partir de janeiro de 2016, escrita por Jeff Lemire, também ilustrada por Sorrentino.

## Enredo
No inicio da história todos os Estados Unidos foram conquistados e divididos entre os supervilões, com áreas pertencentes ao Abominável (depois conquistado pelo Hulk), Magneto (depois conquistado pelo novo Rei do Crime), Doutor Destino e Caveira Vermelha, que se nomeou presidente. Os heróis foram eliminados, com alguns poucos sobreviventes escondidos e espalhados pelo país. Logan vive com sua esposa Maureen e seus filhos Scotty e Jade em um lote de terra estéril em Sacramento, Califórnia, agora parte do território da gangue dos Hulk. Ele precisa de dinheiro para pagar o aluguel para os proprietários deste território: os netos do Hulk, que são produtos de anos de procriação incestuosa entre Banner e sua prima Mulher-Hulk. A fim de pagar o aluguel, Logan aceita um trabalho oferecido pelo Gavião Arqueiro agora cego, o qual consiste em ajudá-lo a atravessar todo o país, para Nova Babilônia, e entregar um pacote secreto e ilegal que Logan acha que se trata de drogas.
Logan e o Gavião encontram vários desvios em sua jornada para o leste. Eles resgatam a filha do Gavião (que é neta de Peter Parker), que estava presa a mando do novo Rei do Crime. Os dois escapam de um grupo de molóides, que afundaram cidades inteiras abaixo da superfície. E são perseguidos por um simbionte Venom infundido em um dinossauro (importado da Terras Selvagem) antes de serem salvos por Emma Frost e Raio Negro, que vivem na Zona Proibida.

## Em outras mídias
- Em Março de 2017 foi lançado o filme Logan, baseado no arco Velho Logan. Ao contrário dos quadrinhos, na história desse filme um Wolverine envelhecido e desacreditado cujos poderes estão enfraquecidos e um Charles Xavier com Alzheimer precisam ajudar a jovem Laura Kinney a atravessar o país enquanto são caçados por mercenários.[5]
- Em 2018 a Marvel vai lançar um spin-off baseado na história estrelado pelo Gavião Arqueiro chamado Old Man Hawkeye.[6]